# معركة هيل 60 (جاليبولي)
معركة هيل 60 (بالإنجليزية: Battle of Hill 60) كانت المعركة آخر هجوم رئيسي في حملة جاليبولي التي شنتها قوات الحلفاء علي الدولة العثمانية خلال الحرب العالمية الأولي، وبدأت المعركة في 21 أغسطس 1915 لتتزامن مع الهجوم على سيميتار هيل الذي تم تنفيذه في جبهة سوفلا من قِبل الميجور إتش دي بي دي ليزلي من الفيلق البريطاني التاسع، يعد التل 60 منخفضًا على الطرف الشمالي من سلسلة ساري بير التي تتحكم في موقع الانزال في سوفلا، وكان من الواجب السيطرة على هذا التل جنبا إلى جنب مع سيسميتر هيل من أجل ضمان نجاح إنزال انزاك وإنزال سوفلا وتأمين قوات الحلفاء خلال عمليتي الإنزال.

   
نفذت قوات الحلفاء هجومين رئيسيين، الأول في 21 أغسطس والثاني في 27 أغسطس. أسفر الهجوم الأول عن تحقيق مكاسب محدودة حول الأجزاء السفلية من التل، لكن القوات العثمانية المدافعة تمكنت من الاحتفاظ بالأماكن المرتفعة حتى بعد استمرار الهجوم من قبل كتيبة أسترالية جديدة في 22 أغسطس، الهجوم الكبير الثاني الذي وقع في 27 أغسطس تعرض لنفس المصير، فرغم استمرار القتال حول قمة التل علي مدار ثلاثة أيام، الا ان القوات العثمانية بقيت مسيطرة علي قمة التل.

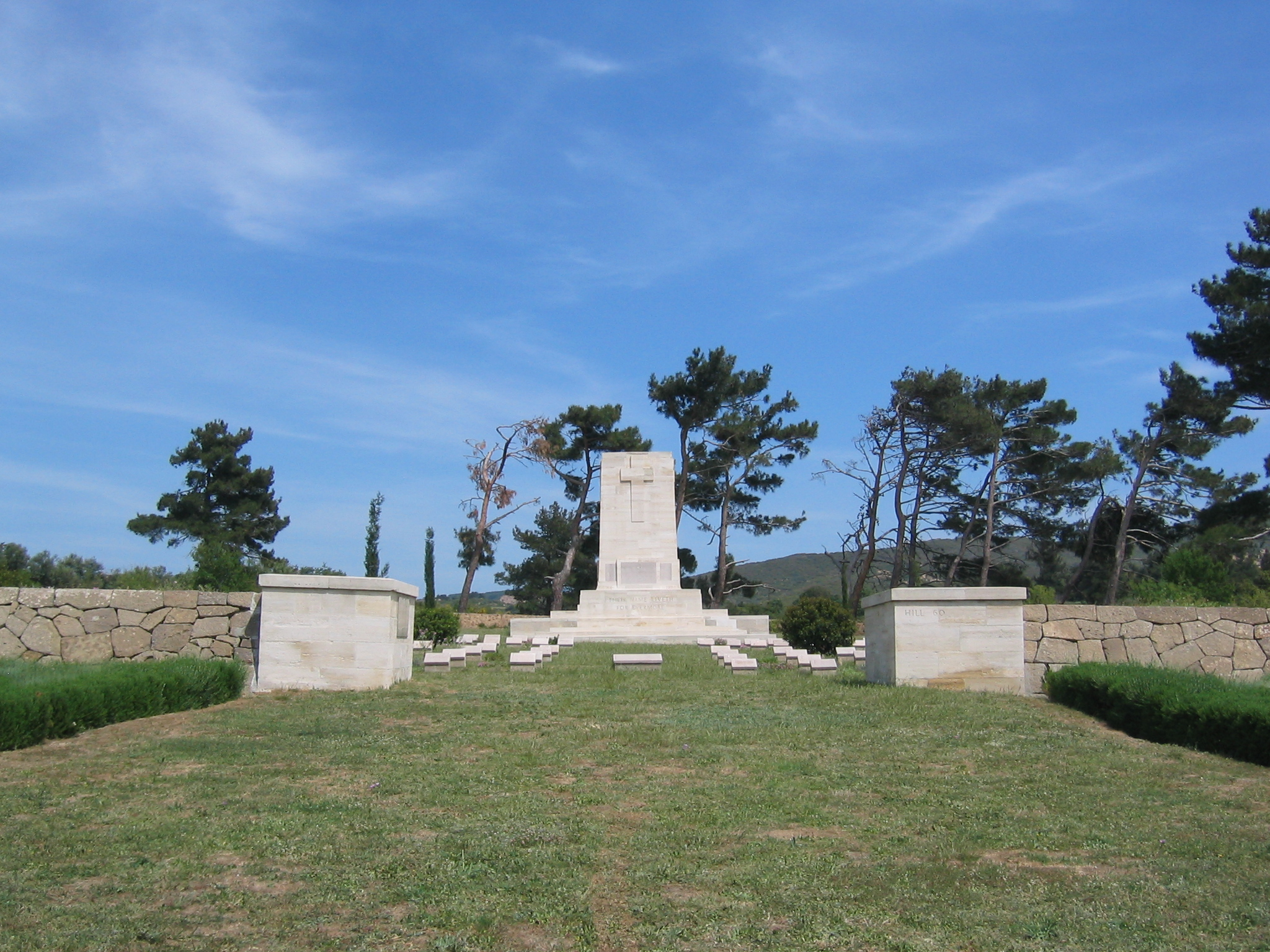
مقبرة هيل 60

 

## روابط خارجية
- مركز دراسات الخيول الأسترالية الخفيفة